# Список казанских ханов
Список казанских ханов:
Ханы, правившие в Казанском ханстве (1438—1552)
- Улу-Мухаммед, 1438—1445, являлся основателем династии Казанских ханов, но не претендовал на власть над улусом и планировал вернуться в Сарай. Единственный источник, называющий его Казанским ханом — Казанская история.[1]

- Махмуд (Махмутек), 1445—1466, сын Улу-Мухаммеда, после смерти отца свергнул местного князя Алим-бека, захватил город и обосновался в Поволжье.[1]
- Мустафа, 1446, брат Махмуда, упомянут в одном документе как хан. После смерти Махмуда разгорелась борьба между детьми Махмуда Халилем, Ибрагимом и их дядей и одновременно отчимом, царевичем Касимом за ханский престол.[2]
- Халиль, 1466—1467. Герберштейн называет Халиля уменьшительным именем Халилек и говорит о высоком значении его жены Нур-Салтан, благодаря женитьбе на которой Ибрагим смог утвердиться на ханском троне. Иногда годы правления указывают как 1464[3]—1467.[4]
- Ибрагим, 1467—1479, не устроил часть казанской знати, которая обратилась к Касиму, а тот, в свою очередь получил поддержку Москвы. Однако поход Касима на Казань был не удачен, престарелый Касим простудился и умер, а конфликт ханов перерос в войну между Ибрагимом и Иваном III.[2]
- Ильхам (Али, Ильхам-Гали), 1479—1484, 1485—1487, сын Ибрагима от первой жены, ногайской княжны Фатимы.[5]
- Мухаммед-Амин 1484—1485, 1487—1495, 1502—1518, сын Ибрагима от второй жены, ногайской княжны Нур-Салтан, поступивший на службу в Москву.[5]
- Мамук, 1495—1496, сибирский царевич, пришедший к власти в Казани в результате переворота и затем изгнанный самими казанцами.[6]
- Абдул-Латиф, 1496—1502, сын Ибрагима от второй жены, ногайской княжны Нур-Салтан, его отчимом и вторым мужем Нур-Султан стал крымский хан Менгли-Гирей.[5]
- Шах-Али, 1518—1521, 1546, 1551—1552, касимовский царевич из рода, бывшего в кровной вражде с Крымскими ханами. Посажен на ханство в 13-летнем возрасте Василием III «из своей руки». [7]
- Сахиб-Гирей, 1521—1525, крымский царевич, захвативший Казань в результате восстания казанцев против Шах-Али.[7]
- Сафа-Гирей, 1525—1532, 1535—1546, 1546—1549 13-летний племянник Сахиб-Гирея, которому тот передал трон под предлогом совершения хаджа (на самом деле Сахиб-Гирей утратил поддержку из Крыма в результате междуусобиц и счел за благо покинуть Казань в виду ухудшавшейся военно-политической ситуации).[8]
- Джан-Али, 1532—1535, 15-летний касимовский царевич, брат Шах-Али.[9]
- Утямыш-Гирей, 1549—1551, 2-х летний младенец при регентстве Сююмбеке, стал ханом после смерти Сафа-Гирея.[10]
- Ядыгар-Мухаммед, 1552, астраханский царевич Едигер-Магмед Касаевич, присланный на ханство к восставшим жителям Казани из Ногайской Орды.[11]